# تیوبوسکالین
تیوبوسکالین (به انگلیسی: Thiobuscaline) با فرمول شیمیایی C۱۴H۲۳NO۲S یک ترکیب شیمیایی است. که جرم مولی آن ۲۶۹٫۴۰۳ g/mol می‌باشد. 